# Deane Williams
Deane Alexander Williams (Bath, 23 settembre 1996) è un cestista britannico.

## Carriera

### Nazionale
Nel 2015 ha disputato l'Europeo Under-20, concluso al quindicesimo posto finale.

## Palmarès
- Basketball Champions League: 1

Bonn: 2022-23